# 陽気な酒飲み (レイステル)
『陽気な酒飲み』（ようきなさけのみ、蘭: De vrolijke drinker、英: Jolly Toper）は、17世紀オランダ黄金時代の女性画家ユディト・レイステルが1629年にキャンバス上に油彩で描いた絵画である。アムステルダム国立美術館に購入された時は、フランス・ハルスの作品だとされていたが、1927年、研究者のユリアネ・ハルムス (Juliane Harms) によってレイステルに帰属された。1959年以来、ハールレムのフランス・ハルス美術館に寄託されていたが、現在はアムステルダム国立美術館の「栄誉の間」に展示されている。

## 来歴
本作は、1890年にパリのホテル・ドゥルオ (Hotel Drouot) でハルスかハルスの息子の作としてシフ (Schiff) に売却され、1897年にパリのF. クランベルジェ (Kleinberger) からアムステルダム国立美術館に購入された。画中の大型ジョッキの上の壁に署名 (星付きのモノグラム) と制作年が記されている。

## 作品
レイステルが同郷の著名な画家であったハルスの仕事に精通していたことは疑いようがない。本作は、その最良の例であり、ハルスが1620年代に大流行させた半身像を闊達で表現力豊かな筆遣いによって描く絵画技法に、ほぼすべての面において類似している。
17世紀のオランダでは、過度の喫煙や飲酒は悪しき習慣と見なされたが、本作に描かれている男性は気にしていないように見える。彼は陶磁器でできたジョッキを強く握り、彼の脇のテーブルには喫煙道具に囲まれた小さな火鉢がある。彼のご機嫌な様子、ずれた被り物、赤い鼻と頬から判断すると、すでに相当飲んでいることがわかる。衣服、特にベレー帽に付いた大きな羽根飾りによって、宿屋にいる特定の客ではないことがわかる。
ホフリヒテル (Hofrichter) によれば、情景は、17世紀オランダの喜劇に登場する「ペーケルハーリンク (「ニシンの酢漬け」の意味) 」という名の人気者を表しており、この絵画は酒飲みと喫煙者という長い伝統に連なるものである。ペーケルハーリンクは、しばしば「カネケイケル」(Kannekijker) という「ジョッキの見物人」として表される。情景はジョッキが空で、劇がおわっていることを示している。画中の人物は、やはりレイステル作の同様の絵画に似通っているが、その作品は本作ほど完全に仕上げられていない。

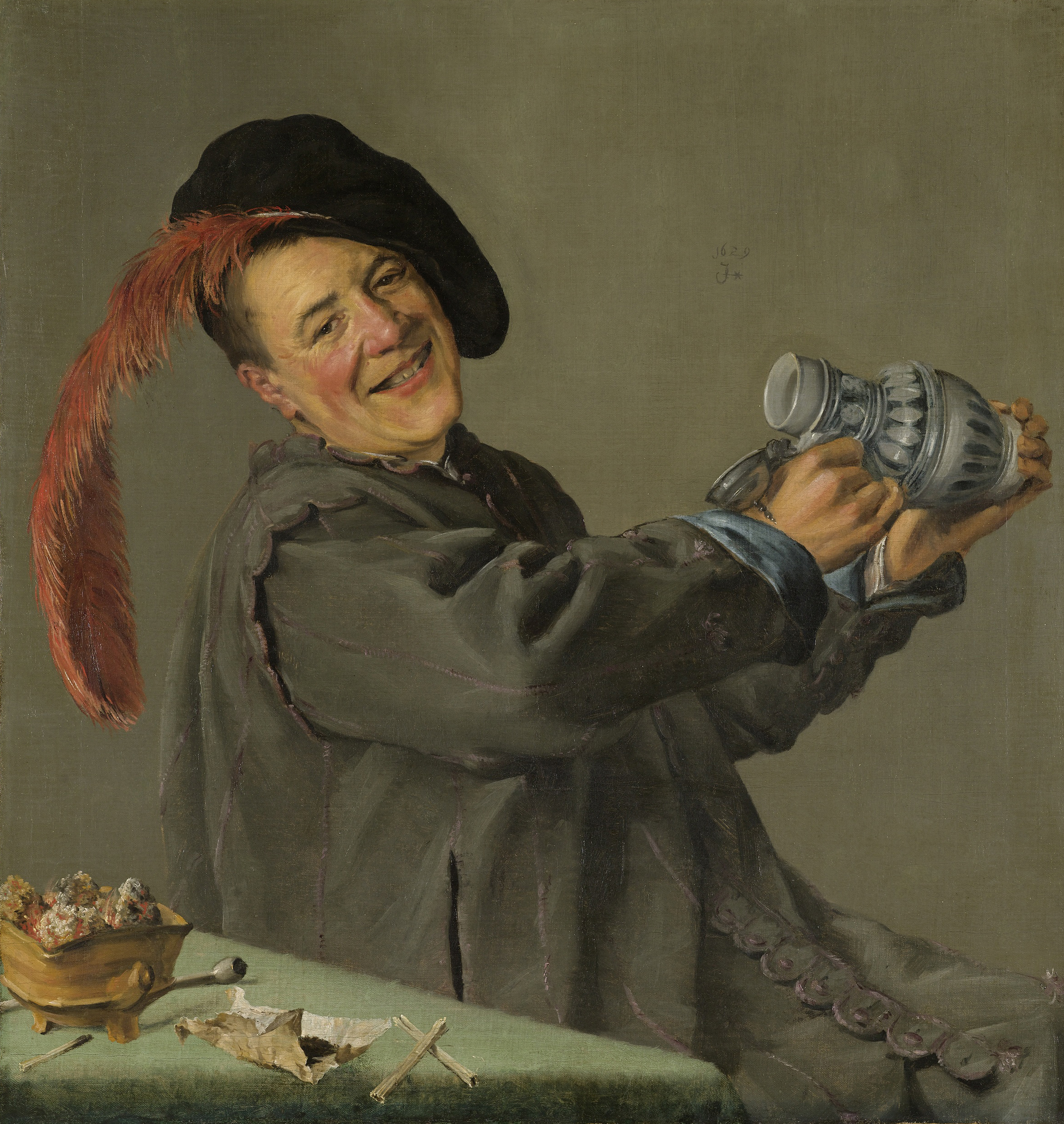
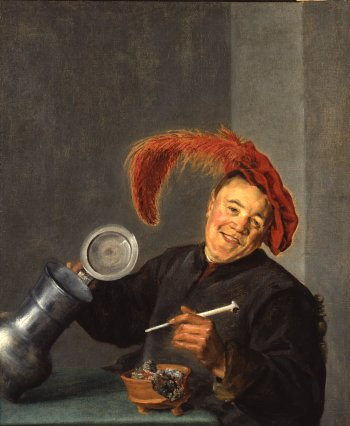